# Cagayan

Cagayan

Cagayan – prowincja na Filipinach, położona w północno-wschodniej części wyspy Luzon. Od północy i wschodu granicę wyznacza Morze Filipińskie, od południa prowincja Isabela, od zachodu z prowincje Ilocos Norte, Apayao i Kalinga. Powierzchnia: 9295,75 km². Liczba ludności: 1 072 571 mieszkańców (2007). Gęstość zaludnienia wynosi 115,4 mieszk./km². Stolicą prowincji jest Tuguegarao.